# Derecho hindú
El término derecho hindú se refiere al sistema de derecho que trata sobre temas como el matrimonio, la adopción, la herencia, etc. y es aplicado de manera personal a los adherentes a la religión hinduista dentro del territorio de la India. En consiguiente, el derecho hindú moderno forma parte del derecho del Estado de la India, tal como lo establece la Constitución India de 1950.
Antes de la Independencia de la India acaecida en 1947, el derecho hindú formaba parte del sistema legal colonial Británico establecido en 1722 por el Gobernador General Warren Hastings quien declaró en su Plan para la Administración de Justicia que “en todos los litigios referentes a la herencia, el matrimonio, las castas u otros usos o instituciones religiosas, las leyes del Corán con respecto a los mahometanos y aquellas del Shaster con respecto a los Gentoos deberán ser invariablemente aplicadas”. La substancia del derecho hindú aplicado por los tribunales británicos estaba derivada de las primeras traducciones del Dharmasastra, escritos en sánscrito. Los tratados en religión recibían el nombre de sastra y aquellos referentes al deber legal, dharma. Sin embargo, las autoridades británicas cometieron el error de atribuir al Dharmasastra la naturaleza de códigos de derecho, sin saber que los mismos nunca fueron interpretados como derecho positivo hasta que ellos mismos decidieron hacerlo. De hecho el Dharmasastra contiene más bien reflexiones teóricas sobre el comportamiento práctico de los individuos en lugar de enunciados de derecho nacional.
Otra definición de derecho hindú une la práctica legal con la tradición escolástica del Dharmasastra, definiendo al derecho hindú como aquella multitud de sistemas legales locales de la India pre británica que fueron influenciados y a la vez influenciaron la tradición del Dharmasastra. Esas leyes locales nunca estuvieron totalmente en sintonía con los ideales del Dharmasastra, pero si fueron constantemente impactadas por él. Es notorio mencionar que en sánscrito no existe palabra alguna que corresponda con el término “derecho” o siquiera “religión” tal como los entendemos ahora, por lo que el concepto de “derecho hindú” es una invención moderna utilizada para describir esa antigua tradición.
Este artículo tratará brevemente de explicar el derecho hindú desde sus fundamentos conceptuales y prácticos en la India antigua (Derecho Tradicional hindú), a través de la apropiación británica del Dharmasastra (Derecho Anglo-hindú) hasta el establecimiento del sistema moderno de leyes personales (Derecho hindú Moderno).

## Dharma y derecho
El Dharma no es precisamente lo mismo que el derecho o la ley. Dharma se refiere a un campo más amplio de las actividades humanas que el derecho. Incluye la purificación ritual, la higiene personal las formas de vestir, entre otras cosas, aparte de temas más propiamente jurídicos como son los procedimientos ante los tribunales, la herencia, el derecho contractual, etc. En este sentido, el derecho hindú se asemeja a otros sistemas jurídicos religiosos, como el derecho hebreo. 
De acuerdo a Rocher, las autoridades coloniales implementaron la distinción entre las reglas religiosas y legales del Dharmasastra, sin embargo al Dharma le interesan tanto los deberes legales como los religiosos y cualquier intento de separarlos ha sido ampliamente criticado.